# Films américains sortis en 2020
Listes de films américains
- 2016
- 2017
- 2018
- 2019
- 2020
- 2021
- 2022
- 2023
- 2024

Principaux films américains sortis en 2020
| Film                                            | Titre original                         | Réalisation                    | Sortie française   | Distribution                                                |  |
| ----------------------------------------------- | -------------------------------------- | ------------------------------ | ------------------ | ----------------------------------------------------------- |  |
| Tenet                                           |                                        | Christopher Nolan              | Salles             |                                                             |  |
| Sonic, le film                                  | Sonic the Hedhehog                     | Jeff Fowler                    | Salles             |                                                             |  |
| Bad Boys for Life                               |                                        | Adil El Arbi, Bilall Fallah    | Salles             |                                                             |  |
| L'Appel de la forêt                             | The Call of the Wild                   | Chris Sanders                  | Salles             |                                                             |  |
| Le Voyage du Docteur Dolittle                   | Dolittle                               | Stephen Gaghan                 | Salles             |                                                             |  |
| Les Croods 2 : Une Nouvelle ère                 | The Croods : A New Age                 | Joel Crawford                  | Salles             |                                                             |  |
| Birds of Prey                                   |                                        | Cathy Yan                      | Salles             |                                                             |  |
| Les Trolls 2 : Tournée mondiale                 | Trolls : World Tour                    | Walt Dohrn                     | Salles             |                                                             |  |
| En avant                                        | Onward                                 | Dan Scanlon                    | Salles             |                                                             |  |
| Invisible Man                                   | The Invisible Man                      | Leigh Whannell                 | Salles             | Elisabeth Moss                                              |  |
| Scooby !                                        | Scoob!                                 | Tony Cervone                   | Salles             |                                                             |  |
| Greenland                                       |                                        | Ric Roman Waugh                | Salles             |                                                             |  |
| Les Nouveaux Mutants                            | The New Mutants                        | Josh Boone                     | Salles             |                                                             |  |
| Nightmare Island                                | Fantasy Island                         | Jeff Wadlow                    | Salles             |                                                             |  |
| Enragé                                          | Unhinged                               | Derrick Borte                  | Salles             |                                                             |  |
| Underwater                                      |                                        | William Eubank                 | Salles             | Kristen Stewart                                             |  |
| Antebellum                                      |                                        | Gerard Bush , Christopher Renz | Salles             |                                                             |  |
| The Grudge                                      |                                        | Nicolas Pesce                  | Salles             |                                                             |  |
| The Good Criminal                               | Honest Thief                           | Mark Williams                  | Salles             |                                                             |  |
| The Boy : La Malédiction de Brahms              | Brahms: The Boy II                     | Stacey Menear                  | Salles             |                                                             |  |
| The Demon Inside                                | The Assent                             | Pearry Reginald Teo            | Salles             |                                                             |  |
| Mon grand-père et moi                           | The War with Grandpa                   | Tim Hill                       | Salles             |                                                             |  |
| First Cow                                       |                                        | Kelly Reichardt                | Salles             | John Magaro, Orion Lee                                      |  |
| Promising Young Woman                           |                                        | Emerald Fennell                | Salles             | Carey Mulligan, Bo Burnham                                  |  |
| Blackbird                                       |                                        | Roger Michell                  | Salles             | Susan Sarandon                                              |  |
| The Rental                                      |                                        | Dave Franco                    | Salles             |                                                             |  |
| Relic                                           |                                        | Natalie Erika James            | Salles             |                                                             |  |
| The Vigil                                       |                                        | Keith Thomas                   | Salles             |                                                             |  |
| The Climb                                       |                                        | Michael Angelo Covino          | Salles             |                                                             |  |
| The Hunt                                        |                                        | Craig Zobel                    | Salles             |                                                             |  |
| Freaky                                          |                                        | Christopher Landon             | Salles             |                                                             |  |
| Swallow                                         |                                        | Carlo Mirabella-Davis          | Salles             | Haley Bennett, Austin Stowell                               |  |
| Sound of Metal                                  |                                        | Darius Marder                  | Salles             | Riz Ahmed, Paul Raci                                        |  |
| The King of Staten Island                       |                                        | Judd Apatow                    | Salles             | Pete Davidson, Marisa Tomei, Maude Apatow                   |  |
| La Voix du succès                               | The High Note                          | Nisha Ganatra                  | Salles             |                                                             |  |
| Kajillionaire                                   |                                        | Miranda July                   | Salles             | Evan Rachel Wood, Gina Rodriguez                            |  |
| The Craft : Les Nouvelles sorcières             | The Craft : Legacy                     | Zoe Lister-Jones               | Salles             |                                                             |  |
| Never Rarely Sometimes Always                   |                                        | Eliza Hittman                  | Salles             | Sidney Flanigan, Talia Ryder                                |  |
| Brooklyn Secret                                 | Lingua Franca                          | Isabel Sandoval                | Salles             |                                                             |  |
| L'Un des nôtres                                 | Let Him Go                             | Thomas Bezucha                 | Salles             |                                                             |  |
| Irresistible                                    |                                        | Jon Stewart                    | Salles             |                                                             |  |
| Wendy                                           |                                        | Benh Zeitlin                   | Salles             | Devin France, Yashua Mack, Gage Naquin, Gavin Naquin        |  |
| Mission Paradis                                 | Come As You Are                        | Richard Wong                   | Salles             |                                                             |  |
| All My Life                                     |                                        | Marc Meyers                    | Salles             |                                                             |  |
| Rupture fatale                                  | A Fall from Grace                      | Tyler Perry                    | Netflix            |                                                             |  |
| Horse Girl                                      |                                        | Jeff Baena                     | Netflix            |                                                             |  |
| À tous les garçons : P.S. Je t'aime toujours    | To All the Boys: P.S. I Still Love You | Michael Fimognari              | Netflix            |                                                             |  |
| Lady Business                                   | Like a Boss                            | Miguel Arteta                  | VOD                |                                                             |  |
| State of Mind                                   | Three Christs                          | Jon Avnet                      | VOD                |                                                             |  |
| The Lodge                                       |                                        | Veronika Franz, Severin Fiala  | DVD                |                                                             |  |
| The Turning                                     |                                        | Floria Sigismondi              | DVD                |                                                             |  |
| Gretel and Hansel                               |                                        | Oz Perkins                     | DVD                | Sophia Lillis, Samuel Leakey                                |  |
| The Assistant                                   |                                        | Kitty Green                    | Universciné        | Julia Garner                                                |  |
| Le Rythme de la vengeance                       | The Rhythm Section                     | Reed Morano                    | DVD                |                                                             |  |
| Come to Daddy (en)                              |                                        | Ant Timpson                    | VOD                |                                                             |  |
| L'Arnaqueuse (en)                               | Buffaloed                              | Tanya Wexler                   | VOD                |                                                             |  |
| Downhill                                        |                                        | Nat Faxon , Jim Rash           | VOD                |                                                             |  |
| The Photograph (en)                             |                                        | Stella Meghie                  | DVD                |                                                             |  |
| The Night Clerk                                 |                                        | Michael Cristofer              | VOD                |                                                             |  |
| Tous nos jours parfaits                         | All the bright places                  | Brett Haley                    | Netflix            | Elle Fanning, Justice Smith                                 |  |
| Burden                                          |                                        | Andrew Heckler                 | VOD                | Garrett Hedlund                                             |  |
| Saint Frances (en)                              |                                        | Alex Thompson                  | Canal+             |                                                             |  |
| The Way Back                                    |                                        | Gavin O'Connor                 | DVD                | Ben Affleck                                                 |  |
| The Burnt Orange Heresy                         |                                        | Giuseppe Capotondi             | Amazon Prime Video |                                                             |  |
| Seberg                                          |                                        | Benedict Andrews               | Amazon Prime Video | Kristen Stewart                                             |  |
| The Personal History of David Copperfield       |                                        | Armando Iannucci               | Amazon Prime Video | Dev Patel                                                   |  |
| Spenser Confidential                            |                                        | Peter Berg                     | Netflix            |                                                             |  |
| J'y crois encore                                | I Still Believe                        | Andrew et Jon Erwin            | VOD                |                                                             |  |
| Big Time Adolescence                            |                                        | Jason Orley                    | VOD                | Griffin Gluck                                               |  |
| Lost Girls                                      |                                        | Liz Garbus                     | Netflix            |                                                             |  |
| Miss Révolution                                 | Misbehaviour                           | Philippa Lowthorpe             | DVD                |                                                             |  |
| The Roads Not Taken                             |                                        | Sally Potter                   | DVD                |                                                             |  |
| Run                                             |                                        | Aneesh Chaganty                | VOD                |                                                             |  |
| Resistance                                      |                                        | Jonathan Jakubowicz            | Canal+             |                                                             |  |
| Summer of '72 (en)                              | Tuscaloosa                             | Philip Harder                  |                    |                                                             |  |
| The Quarry                                      |                                        | Scott Teems                    | Canal+             |                                                             |  |
| Selah et les Spades (en)                        | Selah & the Spades                     | Tayarisha Poe                  | Amazon Prime Video |                                                             |  |
| La Famille Willoughby                           | The Willoughbys                        | Kris Pearn , Rob Lodermeier    | Netflix            |                                                             |  |
| All Day and a Night                             |                                        | Joe Robert Cole                | Netflix            |                                                             |  |
| Bull                                            |                                        | Annie Silverstein              | VOD                | Rob Morgan                                                  |  |
| Si tu savais...                                 | The Half of It                         | Alice Wu                       | Netflix            |                                                             |  |
| Capone                                          |                                        | Josh Trank                     | DVD                |                                                             |  |
| Castle in the Ground (en)                       |                                        | Joey Klein                     |                    |                                                             |  |
| The Vast of Night                               |                                        | Andrew Patterson               | Amazon Prime Video | Sierra McCormick, Jake Horowitz                             |  |
| The Lovebirds                                   |                                        | Michael Showalter              | Netflix            |                                                             |  |
| End of Sentence (en)                            |                                        | Elfar Adalsteins               | DVD                |                                                             |  |
| Shirley                                         |                                        | Josephine Decker               |                    | Elisabeth Moss, Odessa Young                                |  |
| Artemis Fowl                                    |                                        | Kenneth Branagh                | Disney+            |                                                             |  |
| Da 5 Bloods : Frères de sang                    | Da 5 Bloods                            | Spike Lee                      | Netflix            | Delroy Lindo, Jonathan Majors                               |  |
| Looks That Kill (en)                            |                                        | Kellen Moore                   |                    | Brandon Flynn, Julia Goldani Telles                         |  |
| Miss Juneteenth (en)                            |                                        | Channing Godfrey Peoples       |                    | Nicole Beharie                                              |  |
| Eurovision Song Contest: The Story of Fire Saga |                                        | David Dobkin                   | Netflix            |                                                             |  |
| Assiégés                                        | The Outpost                            | Rod Lurie                      | DVD                | Scott Eastwood, Caleb Landry Jones                          |  |
| USS Greyhound : La Bataille de l'Atlantique     | Greyhound                              | Aaron Schneider                | Apple TV +         |                                                             |  |
| The Old Guard                                   |                                        | Gina Prince-Bythewood          | Netflix            |                                                             |  |
| Palm Springs                                    |                                        | Max Barbakow                   | Amazon Prime Video | Andy Samberg, Cristin Milioti                               |  |
| The Big Ugly                                    |                                        | Scott Wiper                    | Canal+             |                                                             |  |
| The Kissing Booth 2                             |                                        | Vince Marcello                 | Netflix            |                                                             |  |
| Yes, God, Yes (en)                              |                                        | Karen Maine                    | Amazon Prime Video |                                                             |  |
| Ava                                             |                                        | Tate Taylor                    | Netflix            |                                                             |  |
| Cut Throat City                                 |                                        | RZA                            | Amazon Prime Video |                                                             |  |
| American Pickle                                 | An American Pickle                     | Brandon Trost                  | Canal+             | Jesse Eisenberg                                             |  |
| The Empty Man                                   |                                        | David Prior                    | Disney+            |                                                             |  |
| The Tax Collector                               |                                        | David Ayer                     | DVD                |                                                             |  |
| Waiting for the Barbarians                      |                                        | Ciro Guerra                    | DVD                |                                                             |  |
| Work It                                         |                                        | Laura Terruso                  | Netflix            |                                                             |  |
| Endless (en)                                    |                                        | Scott Speer                    |                    |                                                             |  |
| Le Seul et Unique Ivan                          | The One and Only Ivan                  | Thea Sharrock                  | Disney+            |                                                             |  |
| Project Power                                   |                                        | Ariel Schulman , Henry Joost   | Netflix            |                                                             |  |
| Chemical Hearts                                 |                                        | Richard Tanne                  | Amazon Prime Video |                                                             |  |
| Tesla                                           |                                        | Michael Almereyda              | DVD                |                                                             |  |
| Words on Bathroom Walls                         |                                        | Thor Freudenthal               | VOD                |                                                             |  |
| After : Chapitre 2                              | After we collided                      | Roger Kumble                   | Amazon Prime Video |                                                             |  |
| Je veux juste en finir                          | I'm thinking of ending things          | Charlie Kaufman                | Netflix            | Jessie Buckley, Jesse Plemons, Toni Collette, David Thewlis |  |
| Mulan                                           |                                        | Niki Caro                      | Disney+            |                                                             |  |
| American Woman                                  |                                        | Jake Scott                     |                    |                                                             |  |
| Le Diable, tout le temps                        | The Devil all the time                 | Antonio Campos                 | Netflix            | Tom Holland                                                 |  |
| The Secrets We Keep                             |                                        | Yuval Adler                    | Amazon Prime Video |                                                             |  |
| The Nest                                        |                                        | Sean Durkin                    | Canal+             | Carrie Coon, Jude Law, Oona Roche, Charlie Shotwell         |  |
| Enola Holmes                                    |                                        | Harry Bradbeer                 | Netflix            |                                                             |  |
| The Boys in the Band                            |                                        | Joe Mantello                   | Netflix            |                                                             |  |
| The Glorias                                     |                                        | Julie Taymor                   |                    |                                                             |  |
| La Liste de nos rêves                           | Then Came You                          | Peter Hutchings                | DVD                |                                                             |  |
| On the Rocks                                    |                                        | Sofia Coppola                  | Apple TV +         |                                                             |  |
| 40 ans, toujours dans le flow                   | The 40 Year-old Version                | Radha Blank                    | Netflix            |                                                             |  |
| Adolescence explosive                           | Spontaneous                            | Brian Duffield                 | Amazon Prime Video |                                                             |  |
| Les Sept de Chicago                             | The Trial of the Chicago 7             | Aaron Sorkin                   | Netflix            |                                                             |  |
| Des vampires dans le Bronx                      | Vampires vs. the Bronx                 | Osmany Rodriguez               | Netflix            |                                                             |  |
| Clouds                                          |                                        | Justin Baldoni                 | Disney+            |                                                             |  |
| Love and Monsters                               |                                        | Michael Matthews               | Netflix            |                                                             |  |
| Rebecca                                         |                                        | Ben Wheatley                   | Netflix            |                                                             |  |
| Sacrées Sorcières                               | The Witches                            | Robert Zemeckis                | DVD                |                                                             |  |
| Voyage vers la Lune                             | Over the Moon                          | Glen Keane , John Kahrs        | Netflix            |                                                             |  |
| The Place of No Words                           |                                        | Mark Webber                    |                    |                                                             |  |
| Synchronic                                      |                                        | Justin Benson , Aaron Moorhead | DVD                |                                                             |  |
| Come Play                                       |                                        | Jacob Chase                    | DVD                |                                                             |  |
| His House                                       |                                        | Remi Weekes                    | Netflix            | Wunmi Mosaku, Sope Dirisu                                   |  |
| Mogul Mowgli                                    |                                        | Bassam Tariq                   | OCS                |                                                             |  |
| La Loi de la jungle                             | Jungleland                             | Max Winkler                    | VOD                | Jack O'Connell, Charlie Hunnam, Jessica Barden              |  |
| Une ode américaine                              | Hillbilly Elegy                        | Ron Howard                     | Netflix            | Gabriel Basso                                               |  |
| Dreamland                                       |                                        | Miles Joris-Peyrafitte         | VOD                | Margot Robbie, Finn Cole                                    |  |
| Mank                                            |                                        | David Fincher                  | Netflix            | Gary Oldman, Amanda Seyfried                                |  |
| Le Dernier Vermeer                              | The Last Vermeer                       | Dan Friedkin                   | VOD                |                                                             |  |
| Ma belle-famille, Noël et moi                   | Happiest Season                        | Clea DuVall                    | DVD                |                                                             |  |
| Mon oncle Frank                                 | Uncle Frank                            | Alan Ball                      | Amazon Prime Video | Paul Bettany, Cole Doman, Sophia Lillis, Peter Macdissi     |  |
| Superintelligence                               |                                        | Ben Falcone                    | Canal+             |                                                             |  |
| The Prom                                        |                                        | Ryan Murphy                    | Netflix            |                                                             |  |
| I'm Your Woman                                  |                                        | Julia Hart                     | Amazon Prime Video |                                                             |  |
| Minuit dans l'univers                           | The Midnight Sky                       | George Clooney                 | Netflix            |                                                             |  |
| La Grande Traversée                             | Let them all talk                      | Steven Soderbergh              | Canal+             |                                                             |  |
| Songbird                                        |                                        | Adam Mason                     | Amazon Prime Video |                                                             |  |
| Wonder Woman 1984                               |                                        | Patty Jenkins                  | DVD                |                                                             |  |
| Le Blues de Ma Rainey                           | Ma Rainey's Black Bottom               | George C. Wolfe                | Netflix            | Viola Davis, Chadwick Boseman                               |  |
| Soul                                            |                                        | Pete Docter                    | Disney+            |                                                             |  |
| Pour l'amour de Sylvie (en)                     | Sylvie's Love                          | Eugene Ashe                    | Amazon Prime Video | Tessa Thompson                                              |  |
| One Night in Miami                              |                                        | Regina King                    | Amazon Prime Video | Kingsley Ben-Adir, Eli Goree, Aldis Hodge, Leslie Odom Jr.  |  |
| Borat, nouvelle mission filmée                  | Borat Subsequent Moviefilm             | Jason Woliner                  | Amazon Prime Video |                                                             |  |
| Bad Education                                   |                                        | Cory Finley                    | DVD                |                                                             |  |
| Life in a Year                                  |                                        | Mitja Okorn                    | VOD                |                                                             |  |
| Monster Hunter                                  |                                        | Paul W. S. Anderson            | DVD                |                                                             |  |
| Pieces of a Woman                               |                                        | Kornél Mundruczó               | Netflix            | Vanessa Kirby, Ellen Burstyn                                |  |
| La Mission                                      | News of the World                      | Paul Greengrass                | Netflix            | Tom Hanks, Helena Zengel                                    |  |
| The Jesus Rolls                                 |                                        | John Turturro                  |                    |                                                             |  |
| Blood Widow                                     |                                        | Brendan Guy Murphy             |                    |                                                             |  |